# John Joseph Wright
John Joseph Wright, ameriški rimskokatoliški duhovnik, škof in kardinal, * 18. julij 1909, Dorchester, † 10. avgust 1979.

## Življenjepis
8. decembra 1935 je prejel duhovniško posvečenje.
10. maja 1947 je bil imenovan za pomožnega škofa Bostona in za naslovnega škofa Aegeae; 30. junija istega leta je prejel škofovsko posvečenje.
28. januarja 1950 je postal škof Worcestra in 23. januarja 1959 pa škof Pittsburgha.
23. aprila 1969 je bil imenovan za prefekta Kongregacije za duhovščino; 28. aprila istega leta je bil povzdignjen v kardinala in imenovan za kardinal-duhovnika Gesù Divin Maestro alla Pineta Sacchetti.